# Эйкен (округ)
Эйкен (англ. Aiken County) — округ в США. Располагается в штате Южная Каролина. По состоянию на 2012 год, численность населения составляла 162 812 человек.

## История
Официально округ был образован в 1871 году, после Гражданской войны в США, и был назван в честь одноимённого города, который, в свою очередь, был назван в честь Уильяма Эйкена, первого президента железной дороги от Чарльстона до реки Саванна компании South Carolina Canal and Railroad Company. До этого город Эйкен вместе с окрестностями располагался в округе Эджфилд.
Среди его основателей-комиссаров были три афроамериканских законодателя: Принс Риверс; Сэмюэл Джонс Ли, спикер Палаты представителей штата и первый чернокожий, принятый в коллегию адвокатов Южной Каролины; и Чарльз Д. Хейн, свободный цветной человек из одной из элитных семей Чарльстона.

## География
По данным Бюро переписи населения США, общая площадь округа равняется 2797,203 км2, из которых 2779,073 км2 занимает суша и 20,720 км2 или 0,720 % приходится на водную поверхность.

## Климат
Согласно данным представленным Национальной метеорологической службой США в округе Эйкен преимущественно влажный субтропический климат, характеризующийся жарким влажным летом и прохладной сухой зимой, но температура воздуха в течение года здесь, как правило, более мягкая, чем в остальной части штата Южная Каролина. 
Атмосферные осадки распределяются относительно равномерно в течение года: в основном дожди выпадают в более мягкие месяцы, а зимой иногда выпадает снег. Самая низкая зарегистрированная температура в столице округа составила −20 °C (−4 °F) 21 января 1985 года, а самая высокая −42,8 °C (109 °F) 21 августа 1983 года.

## Население
По данным переписи населения 2000 года в округе проживает 142 552 жителей в составе 55 587 домашних хозяйств и 39 411 семей. Плотность населения составляет 51 человек на квадратный километр. На территории округа насчитывается 61 987 жилых строений, при плотности застройки около 22-х строений на квадратный километр. Расовый состав населения: белые — 71,37 %, афроамериканцы — 25,56 %, коренные американцы (индейцы) — 0,40 %, азиаты — 0,63 %, гавайцы — 0,03 %, представители двух или более рас — 1,18 %. Испаноязычные составляли 2,12 % населения независимо от расы.
В составе 33,10 % из общего числа домашних хозяйств проживают дети в возрасте до 18 лет, 53,30 % домашних хозяйств представляют собой супружеские пары проживающие вместе, 13,80 % домашних хозяйств представляют собой одиноких женщин без супруга, 29,10 % домашних хозяйств не имеют отношения к семьям, 25,20 % домашних хозяйств состоят из одного человека, 9,20 % домашних хозяйств состоят из престарелых (65 лет и старше), проживающих в одиночестве. Средний размер домашнего хозяйства составляет 2,53 человека, и средний размер семьи 3,03 человека.
Возрастной состав округа: 26,20 % моложе 18 лет, 8,80 % от 18 до 24, 28,90 % от 25 до 44, 23,30 % от 45 до 64 и 23,30 % от 65 и старше. Средний возраст жителя округа 36 лет. На каждые 100 женщин приходится 92,90 мужчин. На каждые 100 женщин старше 18 лет приходится 89,20 мужчин.
Средний доход на домохозяйство в округе составлял 37 889 долларов США, на семью — 45 769 долларов США. Среднестатистический заработок мужчины был 36 743 долларов США против 23 810 долларов США для женщины. Доход на душу населения составлял 18 772 долларов США. Около 10,60 % семей и 13,80 % общего населения находились ниже черты бедности, в том числе — 18,90 % молодежи (тех, кому ещё не исполнилось 18 лет) и 12,50 % тех, кому было уже больше 65 лет.